# Sablia serratilinea
Sablia serratilinea är en fjärilsart som beskrevs av Wagner. Sablia serratilinea ingår i släktet Sablia och familjen nattflyn. Inga underarter finns listade.